# Грушецкие
Груше́цкие (пол. Gruszeccy, в ед. ч. — Gruszecki) — польский древний шляхетский род герба Любич и русский дворянский род. Около 1411 года король польский Владислав Ягайло в награду за рыцарские заслуги коронному хорунжему Матвею даровал села Грушки Великие и Малые (недалеко от Люблина), от которых фамилия и произошла.
При подаче документов 26 марта 1686 года, для внесения рода в Бархатную книгу, была предоставлена родословная роспись, герб Грушецких и выписка из «Орбиса Полонуса» и хроники Папроцкого, а также три царские жалованные грамоты: Илье Карповичу Грушецкому на деревни Турынино и Пемево в Суходольском стане Кашинского уезда, датируемой 1621 годом и две грамоты стольнику Василию Фокичу Грушецкому на 194 и 97 четверти в половине села Старожилово с пустошами Нелидовское и Болшнево в Каменском стане Рязанского уезда датируемых 1683 годом.

## Описание герба рода Грушецких

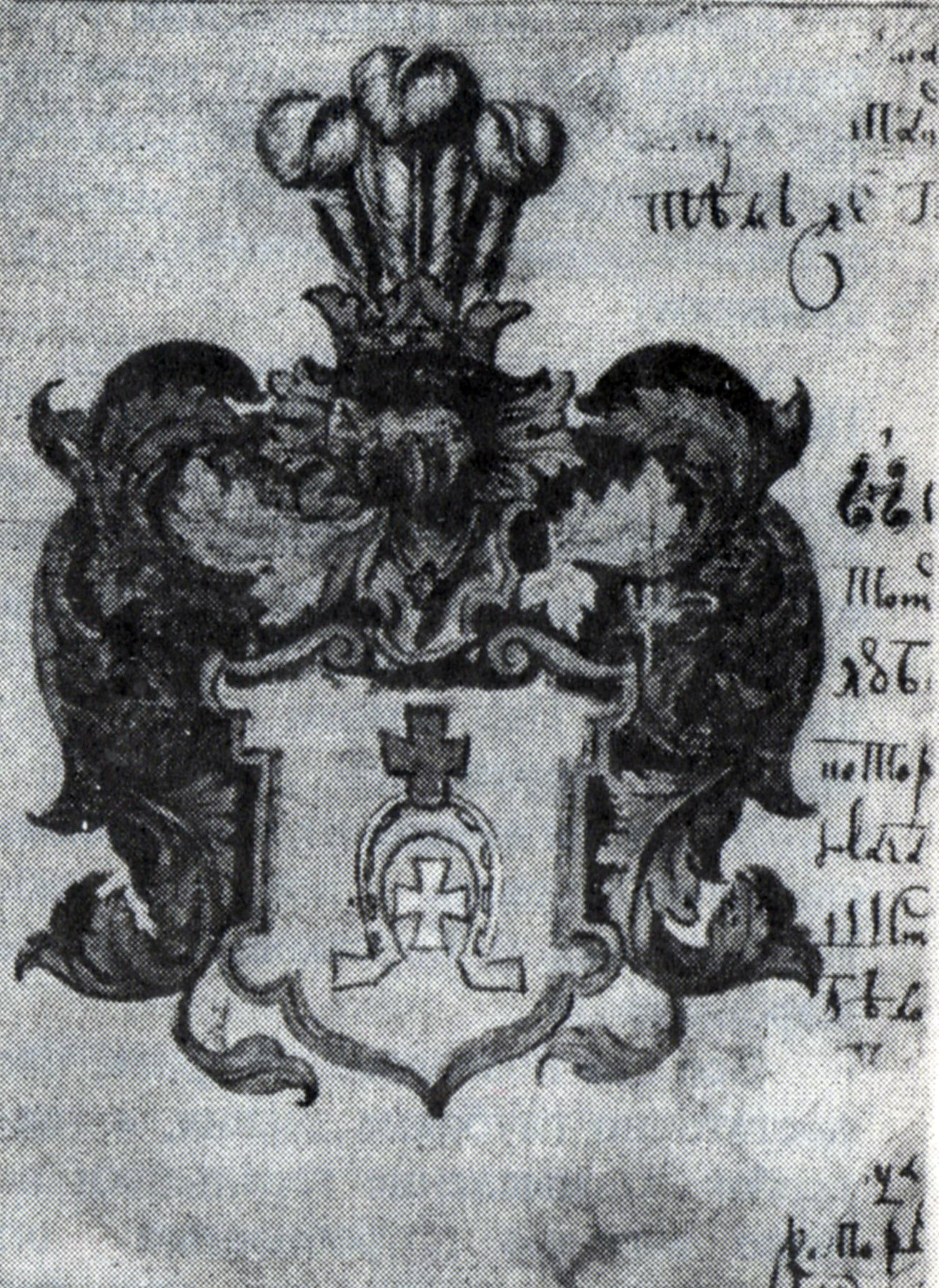
Герб, поданный Грушецкими в 80-е годы XVII в. в Палату родословных дел

В щите, имеющем голубое поле, изображены серебряная подкова и два креста: один — серебряный в середине подковы, а другой — золотой на её поверхности. Щит увенчан обыкновенным дворянским шлемом с дворянской короной на нём и тремя страусиными перьями. Намёт на щите голубой, подложенный золотом.
Род Грушецких происходит от въехавшего в Россию из Польши между 1584 и 1598 годами Карпа Евстафьевича Грушецкого, которому даны были многие сёла и деревни. Сын его, Илья Грушецкий за осадное Московское сидение, как показано в справке разрядного Архива, от Государя Царя и Великого Князя Василия Ивановича в 1610 (7118) году пожалован Грамотой и потом находился на Бел-Озере воеводой. Агафья Семёновна, дочь его внука Семёна Фёдоровича, была в супружестве за Государем Царём и Великим Князем Фёдором Алексеевичем. Равным образом и прочие многие потомки упомянутого Карпа Евстафьевича Грушецкого служили Российскому Престолу стольниками, воеводами и в других чинах, и жалованы были от Государей поместьями и чинами. Всё это доказывается справкой разрядного Архива, родословной Грушецких и Историей Российской Империи.
— Лист 85 2-го тома «Общего Гербовника дворянских родов Всероссийской Империи»
Герб рода Грушецких внесён в Часть 2 Общего гербовника дворянских родов Всероссийской империи, стр. 85

### Закрепление герба за российской ветвью Грушецких
Pochodzący z tej rodziny Karp Gruszecki, syn Eustachego, 
przeniósł się w 
końcu XVI-go wieku do Rosyi, 
gdzie otrzymał różne włości. Syn jego Eliasz

był wojewodą 1610 r. Córka jego wnuka,
 Siemiona Fedorowicza, Agafia
Siemionówna,
 była 1680 r. żoną cara i wielkiego księcia moskiewskiego,

Fedora Aleksiejewicza, z którym miała syna Eliasza,
 ur. 1681 r. (Herb. hr.
Bobr.)
В 1680-е годы Грушецкие подали в Палату родословных дел герб, приложенный к родословной росписи, с его описанием со ссылкой на гербовник «Orbis Poloni» (С. Окольского, 1642 г.), это польский шляхетский герб Любич. По их легенде этот герб имел некий «ратоборец», участвовавший в войнах князя Казимира Мазовецкого, воин «того роду, которые тем гербом — крестом с подковой печатаются».

## Поколенная роспись рода Грушецких (потомства К. Е. Грушецкого)
Эта ветвь Грушецких внесена в VI часть родословных книг Московской, Псковской и Санкт-Петербургской губерний (Общий Гербовник, II, 85). Остальные семь ветвей того же рода внесены в VI и I части родословных книг губерний Могилевской, Киевской, Ковенской, Волынской и Подольской. Есть ещё семь родов Грушецких, позднейшего происхождения. Так же Грушецкие вписаны в Витебский гербовник, Оршанский гербовник, и III часть Гербовника дворянских родов Царства Польского.

### I колено
1/- Карп Евстафьефич (р. 2-я треть XVI в.) — выехал из Польши в Москву между 1584 и 1598 годами на службу к царю Фёдору I Иоанновичу. Ему были пожалованы поместья в Кашинском уезде и были даны многие сёла и деревни.
Жена — N.

### II колено
2/1 Илья Карпович (р. 3-я треть XVI в.) — в 1610 году за «московское осадное сидение» пожалован царём Василием IV Шуйским вотчиной в Кашинском уезде. После служил царю Михаилу Романову. Был воеводой на Белозёрске (с 1621 — не ранее, чем до 1639). В документах 1629 года значился, как выборный дворянин с окладом 600 четвертей, проживал в Кашине. За ним 10 крестьян и 10 бобылей. Без жалованья служил на «обышном конишке», с жалованьем — на «середнем коне». В 1635 году наделён вотчиной в д. Турынино Суходольского стана Кашининского уезда. Внесён в «Боярскую книгу 1639 года». Дворянин московский (1636-40).
Жена с 1627 г. — Анна Казаринова Исакова.

### III колено
3/2 Фёдор Ильич (р. ок. 1606) — служил по городу Кашину. В 1622 году — новик, оклад 300 чети. Служилый дворянин, сначала вернулся на родину, в Литву (Великое княжество Литовское в составе Речи Посполитой), в Смоленское, потом в Витебское воеводство, а позже снова оказался в Русском государстве, где и получил пост в администрации города Кашина.
Жена — N.

### IV колено
4/3 Осип Фёдорович (р. кон. 1630-х) — дольше всех своих родственников оставался в Великом княжестве Литовском, но потом так же перебрался в Москву.
5/3 Семён Фёдорович (р. 1630-е) — смоленский шляхтич, дворянин московский (1658—1668), был воеводой в Чернавске (1668), боярин с 1680, когда Царь Фёдор Алексеевич обвенчался с его дочерью Агафьей Семёновной.
Жена — Мария Ивановна Заборовская (ум. 30.10.1690, монахиней), похоронена в Вознесенском монастыре.
Без мужского потомства.
6/3 Фока Фёдорович (р. 1630-е).

### V колено
7/4 Кузьма Осипович (ум. 1686) — воевода в Вятке (1680—1686), стольник (31 июля 1680—1686).
Жена с 1684 г. — Евдокия Никифоровна Вотолина (во 2-м браке с 1687 г. за Иваном Львовичем Баклановским).
8/5 Евфимия-Агафья Семёновна (р.1663 — ум. 14.07.1681) — с 18.07.1680 г. первая супруга Царя Фёдора Алексеевича. От этого брака сын — царевич Илья Фёдорович (р.11.07.1681 — ум. 21.07.1681).
9/5 Анна Семёновна (р. 3-я четв. XVII в. — ум.1711).
Муж — царевич Сибирский Василий Алексеевич .
10/5 Фёкла Семёновна (р. 1650-е).
Мужья:
1. N Зыбин;
2. боярин князь Фёдор Семёнович Урусов, в браке с 1 сентября 1680 года. В тот же день царь пожаловал уже свояка (так как Фёкла была сестрой царицы Агафьи Семёновны) в бояре, и в июне 1681 года ему построили в подмосковном селе Преображенское двор рядом с царскими хоромами[29]. От этого брака дочь княжна Мария Фёдоровна Урусова (замужем с 1720 г. за Борисом Ивановичем Куракиным, сподвижником Петра I).

11/6 Кондратий Фокич (р. сер. XVII в. — ум.28.03.1716) — стольник (с 31 июля 1680), боярин, стольник и воевода в Свияжске. 16.05.1690 пожалован вотчиной в сц. Варище и д. Большово Каменского ст. Рязанского уезда.
Жена с 1680 г. — Дарья Степановна Епифанова.
12/6 Василий Фокич (р. 3-я четв. XVII в.) — стряпчий (с 2 мая 1680 г.), комнатный стольник (17 июля 1680—1686), полуполковник. Весной и летом 1681 года велось строительство «боярских избушек» в подмосковных царских резиденциях, для тех, кто неизменно сопровождал царя в походах — в Воробьёво строили дворы стольникам Василию Фокичу и Михаилу Фокичу Грушецким. В 1681 г. царь Фёдор Алексеевич пожаловал село Александровское (ныне посёлок Щапово, Подольский район Московской области) стольникам Василию и Михаилу Фокичам Грушецким — двоюродным братьям своей недавно умершей жены, Агафьи Семёновны. В 1683 году жалован вотчинной грамотой на 194 четверти в с. Старожилово в Каменском стане Рязанского уезда. После смерти Фёдора Алексеевича, Василий Фокич нёс кровлю гроба Его Великого Государя во время процессии, а затем и сам гроб. Василий, вместе с братом Михайлом, сидели (дневали) в хоромах у гроба царя на 4-й день.
Бездетный.
13/6 Михаил (Михайло) Фокич (р. 3-я четв. XVII в.) — боярин (в чине жилец) (1692), комнатный стольник (31 июля 1681—1692), камендат на Михаилове в Зарайску и в Печерниках (1706—1712).
Жены:
1. княжна Авдотья Владимировна Волконская (дочь стольника и окольничего В. И. Волконского). 5.08.1691 кн. Владимир Иванович Волконский дал в приданое за дочерью Авдотьей Михаилу Фокичу Грушецкому свою суздальскую вотчину (930 четвертей — 186 четвертей в с. Клязьменское городище, Стародуб-Ряполовского стана, Суздальского уезда на р. Клязьме)[36];
2. N Воейкова;
3. Анна Васильевна Измайлова (р. 02.09.1682 — ум. 03.01.1746).

### VI колено
14/7 Иван Кузьмич (р. 1670-е) — боярин (в чине жилец, с 1700 г.).
Жена — Анна Афанасьевна Шубинская (вероятно, дочь угличского воеводы).
15/11 Иван Кондратьевич (р. 2-я пол. XVII в. — ум. 1714) — капитан.
Жена — Мария (Марфа) Павловна N (во 2-м браке за князем Михаилом Михайловичем Барятинским).
16/11 Василий Кондратьевич (р. 3-я треть XVII в.). Бездетный.
17/13 Владимир Михайлович (род. 1710 — ум.1754) — обер-кригскомиссар, генерал-кригскомиссар. За ним в 1750 г. состояло 2000 душ в Московском и др. уездах.
Жена — Анна Александровна Милославская.
18/13 Василий Михайлович (р. 1710-е) — подполковник Кирасирского полка. Бездетный холостяк.
19/13 Мария Михайловна (род. 1719 (1705?) — ум. 02.05.1791).
Муж — поручик князь Пётр Иванович Гагарин (1680—1755).
20/13 Дочь (р. 1720-е).
Муж — адмирал граф Василием Афанасьевичем Дмитриевым-Мамоновым (ум. 1739). От этого брака дети: Матвей ((р. 1724 — ум.1810), сенатор, тайный советник, президент Вотчинной коллегии, владел участком в районе нынешнего Мамоновского (Мамонова) переулка), Елена (р. 1716 — ум. ок. 1744) и Екатерина. Елена Васильевна замужем за бароном Александром Григорьевичем Строгановым (р. 02.11.1698 — ум. 07.11.1754), похоронена в церкви во имя Святителя Ник. Чудотв. в Котельниках в Москве. Екатерина Васильевна вышла замуж за Ивана Андреевича Фонвизина — их дети: Денис Иванович Фонвизин (р. 1743/1745 — ум. 1792) — легендарный драматург, Павел Иванович (ум. 1803) — пятый директор Московского университета (1784—1796), и Феодосия Ивановна, которая вышла замуж за премьер-майора Василия Алексеевича Аргамакова, сына Алексея Михайловича Аргамакова (р. 1711 — ум.1757) — первого директора Московского университета (1755—1757).

### VII колено
21/14 Никита Иванович (р. 1690-е).
Жена — N
22/14 Екатерина Ивановна (р. 1720-е) — помещица деревни Погорелово Касимовского уезда.
Муж — коллежский асессор Иван Никитич Поскочин (р. 1724 — ум.?). От этого брака дети: секунд-майор Дмитрий (р. 1750) и премьер-майор Сергей (р. 1767).
23/15 Сергей Иванович (род.1713 — ум.?) — отставной полковник.
Жена — Анна Матвеевна Воейкова (род. 1722 — ум.?) (сестра первой жены Л. А. Пушкина, дедушки поэта А. С. Пушкина).
24/15 Анна Ивановна (р. конец XVII в.).
Мужья:
1. Григорий Фёдорович Жеребцов;
2. N Воейков.

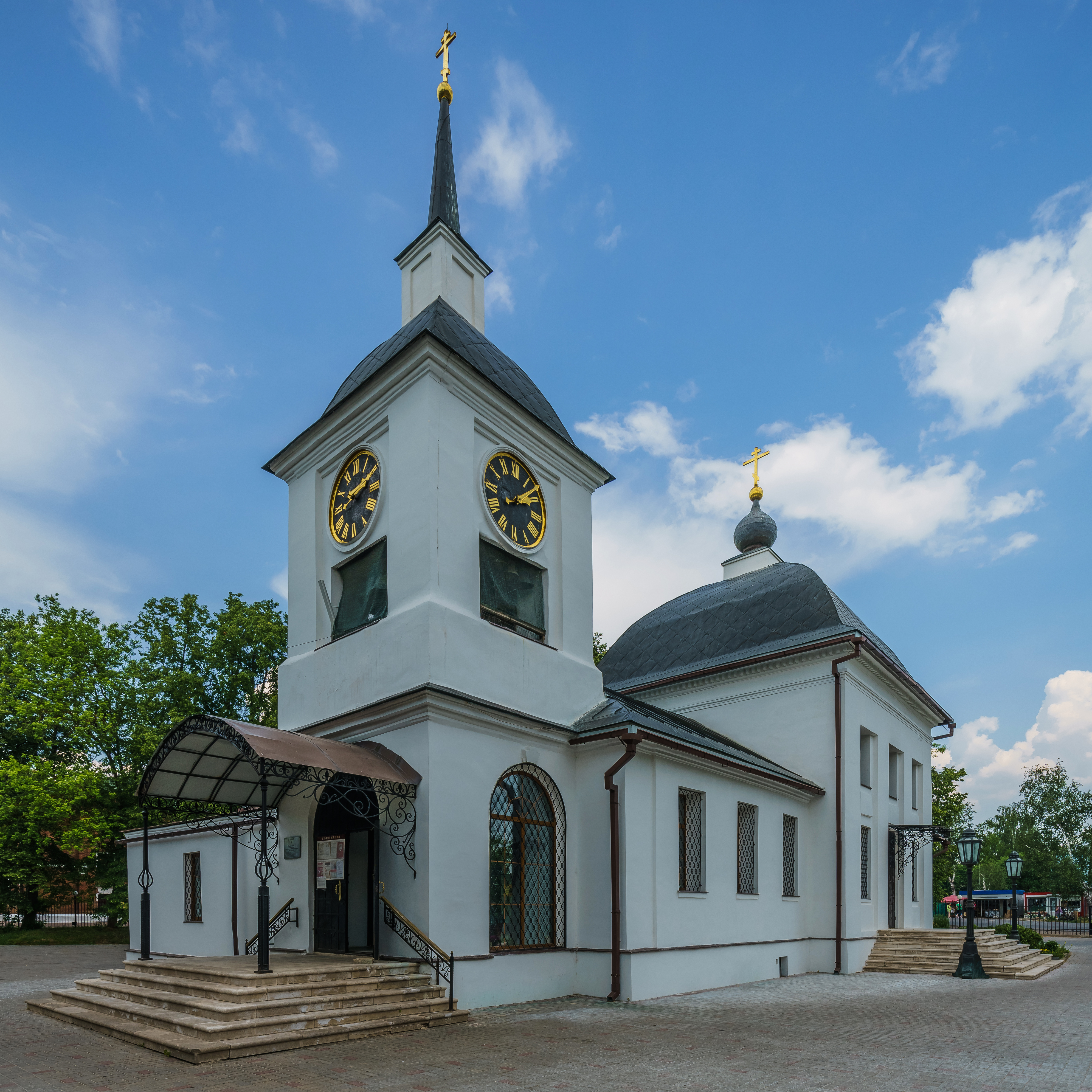
Церковь Успения Богородицы, построенная Василием Владимировичем Грушецким

25/17 Михаил Владимирович (р. 25.05.1741 — ум.01.01.1762) — сержант лейб-гвардии Семёновского полка. Бездетный холостяк.
26/17 Василий Владимирович (р. 1743 — ум. 04.04.1813) — действительный тайный советник, генерал-поручик, сенатор. Кавалер орденов, участник присоединения Крыма к России в Русско-турецкой войне. Похоронен на кладбище Донского монастыря в Москве, уч. 2, с женой и двумя детьми.
Жена — княжна Евдокия Васильевна Долгорукова (29.02.1744 — 10.02.1811), дочь князя В. М. Долгорукова-Крымского, генерал-аншефа, который прославился в знаменитых победах при взятии Перекопа и Кефы. Её миниатюрный портрет размером 4,6x4,3 выполненный гуашью на слоновой кости до Второй мировой войны находился в Тверской областной картинной галерее. В период войны портрет был похищен и утрачен.
27/17 Екатерина Владимировна (р. 14.04.1750 — ум. 19.02.1770). Владелица села Вишлёво Выборского уезда.
Муж — генерал-поручик Александр Иванович Левашов (р. 1751 — ум. 07.12.1811).

### VIII колено
28/21 Василий Никитич (род. 1717 — ум.до 1787) — коллежский асессор. С 1 ноября 1748 года по именному Её Императорского Величества указу — лакей у Императрицы Елизаветы Петровны. С 23 апреля 1755 года — по именному Её Императорского Величества указу пожалован камердинером с жалованьем двести пятьдесят рублей в год. 10 апреля 1758 года уволен от двора в чине армии капитана, прослужив при Дворе почти 10 лет. Имел деревни в Владимирском уезде в Медушском стане, в сельце Патрекееве имел дворовых мужского пола и крестьян двадцать пять душ.
Жена — Надежда Ивановна Вихляева (р.1727 — ум.?). Овдовев, во 2-м браке была за князем Иваном Фёдоровичем Голицыным.
29/23 Александр Сергеевич (р. 1740-е) — корнет гвардейского Конного полка, подпоручик л.-гв. Кон. полка.
Бездетный холостяк.
30/23 Владимир Сергеевич (р. 1759 — ум.1839) — герольдмейстер Двора (1800 и 1804—1816), сенатор (с 1816 г.), тайный советник (с 1822 г.).
Жена — Анастасия Александровна Окунева (р. 1768).
31/23 Мария Сергеевна (р. 1739 — ум.?).
Муж — Михаил Григорьевич Лачинов.
32/23 Александра Сергеевна (р. 1740 — ум.?).
33/26 Василий Васильевич (р.1765 — ум.1804) — генерал-лейтенант, командир Харьковского кирасирского полка, шеф Нижегородского 17-го драгунского полка, названного драгунским генерал-майора Грушецкого полком. Похоронен на Донском кладбище Донского монастыря в Москве, уч. 2, рядом с матерью.
Жена — княжна Наталья Васильевна Голицына (р.12.04.1772 — ум.1834). Овдовев, во 2-м браке была за Михаилом Фёдоровичем Бестужевым-Рюминым.
34/26 Владимир Васильевич (род. кон. 1770-х) (ум. в малолетстве).
35/26 Анна Васильевна (р. 1772 ум.?).
Муж — Николай Александрович Чириков.
36/26 Анастасия Васильевна (р. 1773—1792) — похоронена на кладбище Донского монастыря в Москве, уч. 2, рядом с матерью.
Муж — Яков Дмитриевич Ланской. Брак — ноябрь, 1786. От брака дочь Елизавета Яковлевна (Сухтелен) (р. 1790-е), Варвара Яковлевна (1796—1875, замужем за генералом от инфантерии П. С. Кайсаровым) и сын Дмитрий Яковлевич (убит на дуэли в 1821).
37/26 Прасковья Васильевна (р. 28.03.1780 — ум. 1852).
Муж (с 1812) — тайный советник и сенатор Иван Матвеевич Муравьёв-Апостол (1768—1851), отец четырёх дочерей и трёх сыновей — будущих декабристов Матвея, Сергея и Ипполита.

### IX колено
38/28 Александр Васильевич (р. 1746 — ум. 10.01.1813) — майор.
Жена — княжна Елизавета Андреевна Голицына (р. 17.05.1767 — ум.?).
39/28 Мария Васильевна (р. 1747 — ум. 14.02.1827) — владелица с. Даниловское.
Муж — суворовский бригадир Николай Петрович Поливанов.
40/28 Елизавета Васильевна (р. 3-я четв. XVIII в. — ум.23.07.1821).
Муж — Михаил Васильевич Матюшкин (р. ? — ум. 23.07.1821).
41/28 Екатерина Васильевна (р. 1748 — ум. до 1826).
Муж — Павел Николаевич Бестужев-Рюмин (р. 1760 — ум.1826). Их сыновья: Михаил (р.23.05.1801 — ум. 1826) (декабрист) и Николай Павловичи Бестужевы-Рюмины.
42/28 Павел Васильевич (р. 1755 — ум. 1827) — майор.
Жена (с 29 апреля 1795 года) — Екатерина Васильевна Аргамакова.
43/28 Михаил Васильевич (р. июнь 1787 — ум. после 1832) — гвардии поручик.
44/30 Михаил Владимирович (р. ок.1785 — ум. 16.03.1862) — действительный статский советник, дир. 1-го отделения Государственного коммерческого банка; масон. В банк (который был открыт 2 января 1818) на должность одного из четырёх директоров был назначен из Департамента Государственных имуществ; в случае болезни Управляющего Государственным коммерческим банком (А. И. Рибопьер) был назначен заменять его.
45/30 Николай Владимирович (р. конец XVIII в.).

### X колено

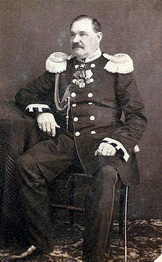
Фёдор Александрович, полковник, кавалер ордена Св. Георгия

46/38 Иван Александрович (р. 1791 — ум.?) — на начало кампании 1812 года — поручик Лейб-гвардии Гусарского полка (Гвардейская кавалерия), участвовавшего в сражениях 1812 года. Подполковник Лейб-гвардии Гусарского полка.
Жена — Надежда Вуколовна.
47/38 Андрей Александрович (р. 1793 — ум.?) — гвардии поручик. Проживал в сельце Шевалкине Богородского уезда.
Жена — Евдокия Ивановна N.
48/38 Фёдор Александрович (р. 1798 — ум.?) — отставной полковник, кавалер ордена Св. Георгия IV класса (№ 7255, получил 17.12.1844, в звании майора), так же кавалер других орденов.
Жена — Елизавета Семёновна Фролова.
49/38 Александр Александрович (р. рубеж 1800-х) — поручик.
50/38 Анна Александровна (р. 1794 — ум. 1823).
Муж — А. Н. Языков
51/42 Николай Павлович (р. 1796 — ум.?).
52/42 Александр Павлович (р. 20.10.1801 — ум. 1853) — штабс-капитан 1-го Егерскаго полка Московского ополчения.
Жена — Екатерина Гермогеновна Хвощинская.
53/42 Анна Павловна (р. 1809 — ум.?).
54/43 Фёдор Михайлович (р. 4-я четв. XVIII в.)
55/44 Михаил Михайлович (р. 15.05.1810 — ум. 04.01.1895) — отставной гвардейский капитан, Предводитель дворянства Псковской губернии, статский советник
Жена с 21.07.1840 г. — Аделаида Гавриловна Назимова (р. 1822 — ум.?).
56/44 Аделаида Михайловна (р. 1810 — ум. 7.03.1902).

### XI колено
57/46 Константин Иванович (р. 04.01.1826 — ум.?).
58/46 Мария Ивановна (р. 13.07.1827 — ум. после 1904) — воспитанница Смольного института благородных девиц (24-й выпуск, 1845 год).
Муж — Пётр Павлович Ивашенцов (р. 1815 — ум. 02.06.1871, Саратов), статский советник. Сын от этого брака, Александр Петрович Ивашенцов (1857—1913) — действительный статский советник, теоретик в области спорта и охоты, конструктор охотничьего ружья.
59/46 Николай Иванович (р. 07.06.1830 — ум.?) — титулярный советник.
Жена — Екатерина Николаевна Макалинская.
60/47 Владимир Андреевич (р. 07.05.1821 — ум.?) — канцелярский служит..
Жёны:
1. Мария Андреевна Хомякова (1824 — 1851);
2. Анна Алексеевна Князева (рубеж 1830-х — 1864);
3. Анна Васильевна Дмитриева (р. 1839).

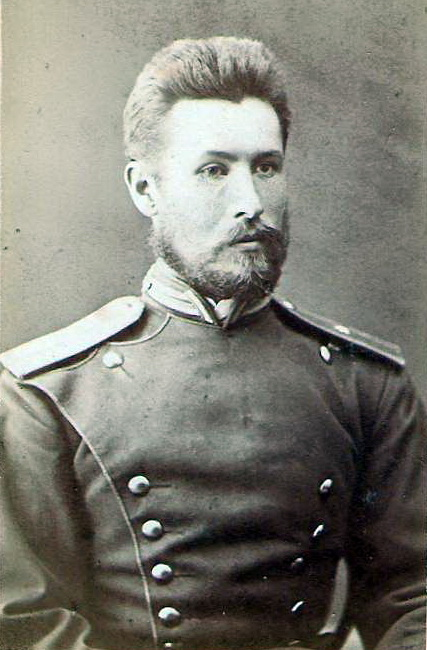
Александр Фёдорович — генерал-майор, генерал-губернатор Тамбова

61/47 Елизавета Андреевна (р. 03.06.1818 — ум.?).
62/47 Анна Андреевна (р. 29.04.1824 — ум.?).
63/48 Надежда Фёдоровна (р. 17.08.1853— ум.?).
Муж — Пётр Павлович Мельгунов (р. 1847 — ум. 1894). Их сын — С. П. Мельгунов.
64/48 Александр Фёдорович (р. 17.10.1854 — ум.?) — генерал-майор, генерал-губернатор Тамбова. Братья Александр и Николай Грушецкие по списку заявлений землевладельцев об исправлении неверно показанного за ними количества земли, от 19 мая 1883 года при деревне Нечаевка имели 240 десятин 359 саженей, согласно составленного плана, в котором значится: пахотной 335 десятин 6 саженей, усадебной 3 десятины 1,320 саж., под садами 8 десятин 1,320 саж., сенокосу 19 дес. 1,900 саж., лесу 48 дес. 50 саж., под дорогами 3 дес. 54 саж.. под прудом и водотоком 2 дес. 150 саж., под речкой Чернявкой 3 дес. 1,450 саж., под оврагами 1,200 саж., а всего удобной и неудобной 424 десятины 250 саженей.
65/48 Николай Фёдорович (р. 12.12.1855 — ум.?) — отказавшись от дворянских привилегий, участвовал в русско-турецкой войне на Балканах в качестве простого солдата; был награждён солдатским Георгиевским крестом. В 1864 году проживал в с. Паниковец (Задонский р-н.). Почётный член «Попечительство при Задонской школе ремесленных учеников». Владелец конезавода при деревне Нечаевка (2 жеребца, 26 маток; рысистые). Вместе с братом Александром владели 240 десятинами земли. Владел ветряной мельницей. Заведующий военно-конским участком Ксизовской волости Задонского уезда. Гласный Задонского уездного земского собрания в 1891—1894 гг., 1894—1897 гг.. Коллежский регистратор. Из с. Паниковец переехал в с. Нечаевка. Обв. ст.58-10, приговор: 3 л. с.. Умер в лагере(обв.: ст.58-10.).
66/48 Георгий Фёдорович (Юрий, Егор) (р. 21.01.1856 — ум. 4.03.1920, Задонск) — уездный агроном Задонского уезда, Воронежской губернии (нынче Задонский район Липецкой области), губернский секретарь Воронежской губернии, член Земского собрания Воронежской губернии и член Задонской уездной оценочной комиссии и уездной землеустроительной комиссии. Гласный Задонского уездного земского собрания. Из д. Паниковец переехал в с. Нечаевка. Внесён в родословную книгу.
Жена — Варвара Сергеевна Кожина (р. 8.09.1860 — ум. 22. 05. 1922 Задонск), дочь соседствующего помещика Кожина Сергея Ивановича, имение Кашары.
67/48 Егор (Георгий, Юрий, Егор) Фёдорович — в 1881 году владелец 170 десятин земли
68/49 Пётр Александрович (р. 23.10.1820 — уб. 24.07.1854) — в 1853 г. в чине поручика переведён из Московского драгунского полка в 3-й драгунский Новороссийский полк. Убит в чине поручика в сражении с турками в бою при селении Кюрюк-Дара, (Крымская война).
69/52 Павел Александрович (р. 03.10.1840 — ум.?) — коллежский регистратор.
Жена — Ольга Матвеевна Протопопова (р. 1849 — ум. 29.12.1924).
70/52 Дмитрий Александрович (р. 09.01.1834 — ум.?) — отставной поручик, частный поверенный Тульского уезда — 1874, 1876, 1880—1885 гг.
Жёны:
1. Александра Львовна Крыжановская;
2. Надежда Симфорионовна Белавина.

71/52 Василий Александрович (р. 8.02.1833).
Жена — N Щепотьева.
72/52 Николай Александрович (р. 25.02.1833 (1836?) — ум. 1886).
Жена — Надежда Евгеньевна Фомина (р. сер. XIX в. — ум. 1884).
73/52 Екатерина Александровна (р. 3.11.1830).
Муж — N Дмитревский.
74/52 Варвара Александровна (р. 7.12.1835).
Муж — N Нефедьев.
75/52 Софья Александровна (р. 4.02.1839).
Муж — N Матрунин.

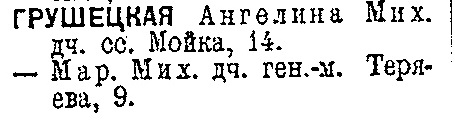
Запись с адресом Ангелины Михайловны в «Алфавитном указателе жителей города С.-Петербурга, Царскаго села, Павловска и Гатчина», т. III, 1896 год. Стр. 93

76/52 Елена Александровна (р. 25.12.1836) — девица, инокиня в Новодевичьем монастыре.
77/52 Мария Александровна (р. 26.01.1838 — ум ок. 1861).
Муж — Иван Петрович Дефорж
78/55 Гавриил Михайлович (р. 04.06.1844 — ум.?).
79/55 Анатолий Михайлович (р. 20.09.1846 — ум.?).
80/55 Ангелина Михайловна (р. 16.10.1847 — ум. ?). В 1896 году проживала по адресу: Санкт-Петербург, набережная реки Мойка, 14

### XII колено
81/59 Юрий Николаевич (р. 27.06.1865 — ум.?) — в 1893 г. проживал в г. Кузнецке Саратовской губ..
82/60 Лидия Владимировна (р. около 1847)
83/60 Николай Владимирович (р. 4.09.1849)
84/60 Екатерина Владимировна (р. 7.01.1851)
85/60 Андрей Владимирович (р. 21.02.1855)
86/60 Александр Владимирович (р. 17.09.1859)
Жена — Мария Аристарховна Волкова (р. 1870-е)
87/60 Мария Владимировна (р. 18.01.1862)
88/60 Анна Владимировна (р. 4.03.1864)
89/60 Борис Владимирович (р. 11.07.1869)
90/60 Вера Владимировна (р. 5.06.1870)
91/60 Георгий Владимирович (р. 5.09.1872)
92/60 Любовь Владимировна (р. 24.10.1873)
93/60 Леонид Владимирович (р. 5.07.1876)
94/60 Евгения Владимировна (р. 13.12.1878)
95/64 Георгий Александрович (р. ок.1894 — ум. октябрь, 1915) — служил в кубанском дивизионе хорунжим, погиб на Первой мировой войне от удушливого газа в возрасте 21 года.

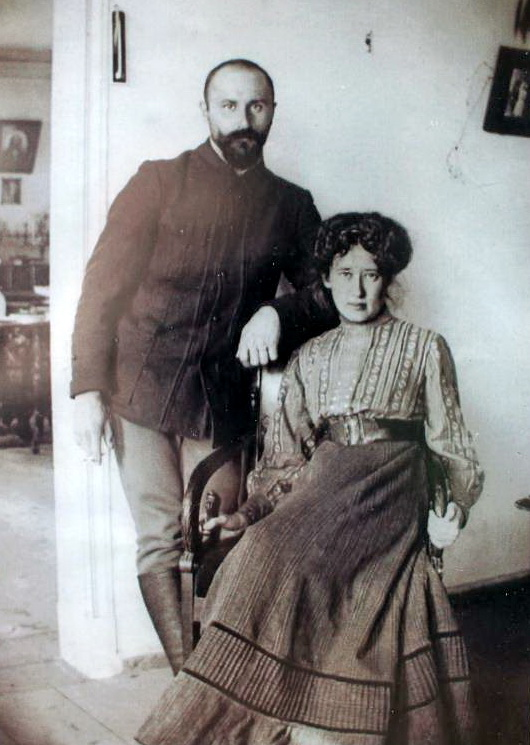
Фёдор Георгиевич Грушецкий с женой Эльзой Людвиговной в своей усадьбе

96/64 Александр Александрович — известный подмосковный садовод, селекционер (один из пионеров отечественной селекции георгин), член бюро секции цветоводства и озеленения Общества друзей зеленых насаждений, член Московского общества испытателей природы при Московском университете.
97/66 Фёдор Георгиевич (р. 1884 — ум. 1929) — агроном, преподаватель сельскохозяйственного техникума в селе Хлевное Воронежской губернии. Окончил Московскую Тимирязевскую академию. Проживал в г. Задонск в усадьбе, в которой сегодня расположен Задонский краеведческий музей. Был последним владельцем данного имения до революции.
Жена — Эльза Людвиговна Трауман (р. 1886 — ум. 1942) — дочь немецкого фермера, преподаватель иностранных языков. Была расстреляна отрядом Смерша по ложному обвинению.
98/66 Зинаида Георгиевна (р. 22.04.1890, Задонск, Воронежск. губ. — ум. 14. 03.1944) — земский врач в селе Хлевном Воронежской губернии (2-й медицинский участок Задонского уезда), затем врач в фабричной больнице московской ситценабивной мануфактуры «Эмиль Циндель». Получила медицинскую стипендию от Задонского земства, поступив в 1900 году на высшие медицинские курсы в акушерское учебное заведение на обучение акушерству. Её отец, Георгий Фёдорович, вносил (по заявлению в Задонскую уездную земскую управу) на эту стипендию по 400 рублей ежегодно. Диплом Петербургского женского медицинского института — звание лекаря (врача) получен в 1912 г.. Работала в Хлевенской лечебнице (больнице) врачом с 1 января 1913 г. по 1 сентября 1915 г..
Муж — Юлиан Марьянович Меленевский (активист РУП).
99/69 Александр Павлович (р. 1877 — ум. 1946).
Жена — N
100/69 Павел Павлович (р.1878 — ум. 1885).
101/69 Борис Павлович (р. 1883 — ум. 1903).
102/69 София Павловна (р. 1879 — ум. 1904).
103/69 Ольга Павловна (р. 11(24?).07.1881 — ум. 07.03.1975).
Муж с 1910 г. — Михаил Яковлевич Медынцев (р. 1870 — ум. 08.11.1945). От этого брака дети: Ольга (р. 13(26).12.1912 — ум. 30.07.1999) и Борис (р. 12(25).07.1915 — ум. 28.01.1991).
104/70 Александр Дмитриевич (р. 03.12.1856 — ум.?).
105/70 Михаил Дмитриевич (р. 01.07.1870 — ум. ?).
106/70 Дмитрий Дмитриевич (р. 16.05.1874 — ум.?).
107/70 Валентина Дмитриевна (р. 26.07.1871 — ум.?).
108/71 Мария Васильевна
109/72 Александр Николаевич (р. 1862 — ум.?) — коллежский асессор, секретарь консульства во Львове.
110/72 Николай Николаевич (р. 24.05.1870 — ум.?) — офицер армии (1893), произведен в полковники военные инженеры корпуса морской строительной части 6.04.1914 г.
111/72 Евгений Николаевич (р. 20.08.1876 (1874?) — ум. 1918?) — военный инженер, подполковник, петербургский архитектор.
Жена — Мария Михайловна Хитрово (род. 1877 — ум.?), праправнучка М. И. Кутузова. Первым браком за кол. секр. Никитским.
112/72 Елизавета Николаевна (р. 1866 — ум. ?).
Муж — Артём Болеславович Плавский.
113/72 Зинаида Николаевна (р. 1868 — ум.?).

### XIII колено
114/97 Вадим Фёдорович. (р. 18.11.1911 село Кашары Задонск. уезда Воронежск. губ. ум. 26.10.2001 Москва).
Жена — Елена Алексеевна Спасская. (р. 8. 09. 1914 Петроград. ум 12.06.1999 Москва).
114/97 Екатерина Фёдоровна.
115/99 Вера Александровна (р. 11.06.1906 — ум. 23.12.1993). Бездетна.
116/111 Елена Евгеньевна (р. 20.04.1900).
117/111 Надежда Евгеньевна (р. 20.08.1901).
118/111 Вера Евгеньевна (р. 1910 — ум.1984).
119/111 Виктор Евгеньевич (р. 31.03.1903).

### XIV колено
120/114 Наталья Вадимовна.

## Вотчины. Имения. Усадьбы. Дома
1. Карп Евстафьефич Грушецкий (I) — ему были пожалованы поместья в Кашинском уезде и даны многие сёла и деревни. В том числе, Грушецким долгое время принадлежало село Байково (Кесовогорский район, Тверская область), где была расположена усадьба, построенная в конце XVIII — начале XIX вв.. Позднее имение перешло к основателю Московского университета и Петербургской Академии художеств, фавориту императрицы Елизаветы Петровны, Ивану Ивановичу Шувалову.
2. Мария Ивановна Грушецкая (IV) — в 1680 году 18 октября село Васильевское с Ордынцами, Борисовской, Быковкой и Бяконтовым (все на территории бывшего Стрелковского сельского поселения, ныне городской округ Подольск) было пожаловано боярыне вдове Марии Ивановне Грушецкой (в девичестве Заборовская). Грушецкая была матерью жены царя Федора Романова царицы Агафьи Семёновны. Родственники Грушецкой владели в то же время селом Александрово. Марии Грушецкой достались и «мельница о двух снастях, пруд в длину 100 саженей, поперек 20 саженей, а в нём рыба — щуки, окуни, подлещики, плотицы и язи». Она из своих угодий пожаловала на содержание Никольской церкви «10 четей пашни в поле и в дву потомуж», (это около 20 га) земли и лугов на 10 копен сена ежегодно. В Васильевском окрестных деревнях тогда жило 70 душ мужского пола. Пруд этот с рыбой и мельницей упоминается уже в документе 1688 г., когда владелицей земель была боярыня Грушецкая. В 1688 году Мария Ивановна отдала своё имение, в качестве преданного, своим зятьям: Сибирскому царевичу Василию Алексеевичу и князю Фёдору Семёновичу Урусову. После смерти Урусова, половина Васильевского перешла к его вдове, княгине Фёкле Семёновне Грушецкой (сестра Агафьи), а в 1720 году к их дочери, княгине Марии Фёдоровне, жене князя Бориса Ивановича Куракина. Б. И. Куракин был крупным государственным деятелем, сподвижником Петра I.
3. Кондратий Фокич Грушецкий (V) (как боярину) — на Рязани, в Кашине, в Можайске, на Вологде, на Алатаре — принадлежало количество дворов — 103 (по списку «Пометы боярского списка» Боярских списков XVIII века, на 01.01.1706 г.).
4. Михаилу и Василию Фокичам Грушецким (V), комнатным стольникам, в 1681 году царь Федор Алексеевич пожаловал Александрово (ныне посёлок Щапово, Москва) двоюродным братьям своей недавно умершей жены, царицы Агафьи Семёновны. Василий Фокич умер бездетным, и имение отошло к Владимиру Михайловичу Грушецкому (VI) (старшему сыну Михаила Фокича). Со временем всё имение перешло к его сыну, генерал-поручику Василию Владимировичу Грушецкому (VII), Ему так же принадлежал дом в Москве (см. п.9, 10). При Василии Владимировиче Грушецком усадьба достигла наибольшего расцвета. В ней всё было перепланировано. Появился липовый парк с тремя прудами каскадом и ручьем в овраге с белокаменным ложем. Новый усадебный дом был построен в стороне от церкви за обмелевшей речкой, через которую был сделан каменный мостик. Одна сторона дома выходила в регулярный липовый парк, а другая была обращена к большому овальному пруду с искусственным островком. Перед домом был цветник. За парком находились оранжереи с редкими цветами и южными плодовыми деревьями. В 1779 году на месте деревянной церкви, Грушецкий строит каменную церковь Успения Богородицы. Это здание, состоящее из двухсветного апсидального храма и двухъярусной колокольни с курантами, соединённых пониженной трапезной в три окна. Завершает здание купол, с квадратным трибуном и фигурной главой. Усадьба в своей центральной части сохранила планировку второй половины XVIII в., созданную владельцем Василием Владимировичем Грушецким. Здесь прокатилась война 1812 г., в Александрове был штаб корпуса графа А. И. Остермана-Толстого. По преданию, в селе был и сам Наполеон I, и сейчас стоит ветхий большой сруб, где он якобы останавливался. Затем имение (как и дом в Москве, см.п.7), перешло к младшей дочери, Прасковьи Васильевне (VIII) вышедшей за недавно овдовевшего Ивана Матвеевича Муравьева-Апостола — отца четырёх дочерей и трех сыновей — будущих декабристов Матвея, Сергея и Ипполита. У Ивана Матвеевича Муравьева-Апостола были и другие поместья, и в апреле 1815 года, Прасковья Васильевна, продала доставшееся ей в 1813 году от отца село Александрово, бригадиру Ивану Степановичу Арсеньеву. Среди свидетелей этой купчей подписался и московский сосед Муравьевых-Апостолов — Василий Львович Пушкин — дядя поэта. Таким образом, Грушецкие владели имением 134 года.
5. Михаилу Фокичу Грушецкому (V), кроме Александрово (п.4) принадлежало, как боярину (по списку 01.01.1706 г.) — на Рязани, в Суздале — количество дворов — 144. В Зараиску в Печерниках комендантом (по списку 01.01.1710 г.) — 165 дворов. а также в приданое за княжной Авдотьей Владимировной Волконской. 5.08.1691 кн. получил в приданое суздальскую вотчину её отца (стольника и окольничего В. И. Волконского): 930 четвертей — 186 четвертей в с. Клязьменское городище, Стародуб-Ряполовского стана, Суздальского уезда на р. Клязьме.
6. Иван Кузьмич Грушецкий(VI), принадлежало, как боярину (по списку 01.01.1712) — 6 дворов.
7. Ивану Кондратьеву Грушецкому(VI), принадлежало сельцо Ревякино в Кашинском уезде.
8. Владимир Михайлович Грущецкий (VI) — принадлежало имение в Тамбовской губернии — село Пеньки Елатомского уезда (сегодня Пителинский район Рязанской области). Имение по наследству перешло к его сыну, Василию Владимировичу Грушецкому. Во время генерального межевания 1783 г. Пеньки с 496 крестьянами мужского пола и 1432 дес. земли были владениями генерал-поручика Василия Владимировича Грушецкого. Он выиграл в удачной карточной игре у некоего литовского боярина немалое количество крепостных, которых не преминул переселить в своё имение — Поганые Пеньки. Само село постепенно «перекочевало» на восточный берег оврага Глиняная яма. Называться оно стало наряду с Погаными также и Грушевскими Пеньками. Перед самой отменой крепостного права владения Грушецких перешли к помещику Балашову. В 1862 г. в Пеньках насчитывалось 156 домов с населением 1495 человек, построена деревянная церковь на средства прихожан. Грушецкий владел также душами в Пителино, Темиреве, Саверке, Хохловке и Желудевке.
9. Сергей Иванович Грушецкий (VII) — мыза (отдельная усадьба с хоз. постройками, хутор) «Грушевицы» в Ломоносовский район Ленинградской области. К мызе «Грушевицы» от современного шоссе в поселке Новая Буря к усадьбе идет сразу заметная старая дорога с булыжным мощением. Кроме хорошо сохранившейся въездной усадебной дороги в мызе «Грушевицы» сегодня мало, что можно увидеть. Остался цокольный этаж какого-то строения, имевшего на плане 1862 года форму креста. Цоколь сложен из известняковых плит, имеет два свода. С западной стороны имеются остатки фундамента одного из крыльев «креста». Возможно, что это цоколь часовни. Чуть подальше на реке Лопухинке сохранились остатки старой плотины. Сохранились остатки каменного фундамента довольного большого строения, отмеченного как развалины уже на плане 1862 года (возможно развалины старого ижорского амбара от мызы, бывшей на этом месте прежде) и остатки каменного сооружения, входившего в усадебную застройку, на северном краю мызы, по дороге к пильной мельнице.

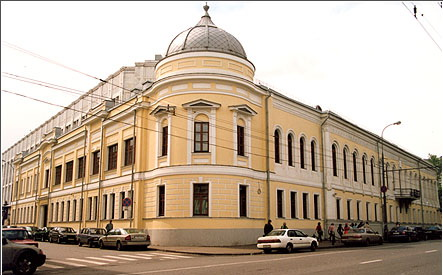
Дом генерала В. В. Грушецкого на ул. Воздвиженка, 9 в Москве (он же «дом Болконских»)

10. Василий Владимирович Грушецкий (VII) — в Москве, дом на углу Малой Бронной и Тверского бульвара под номер 2/7 (Романовка) (так же В. В. Грушецкий был владельцем села Александрово (см. п.4)). В середине XVIII столетия землю на этом участке — за стеной Белого города, в Бронной слободе, Грушецкий приобрёл в чине полковник. От Грушецкого он перешёл в 1771 году к Голицыным, один из которых строит в 1770-х годах большой дом с двумя боковыми, выходившими к стене Белого города флигелями). После продаже этого дома В. В. Грушецкий покупает дом в Москве, на ул. Воздвиженка, 9. Здание относится к городской усадьбе кон. XVIII в., перестроенной после пожара 1812 г. и представлявшей в перв. пол. XIX в. великолепный образец ампирного ансамбля с симметрично расположенными воротами и флигелями. В 1774 г. В. В. Грушецкий его купил в чине генерал-поручика. Затем дом перешёл к его дочери Прасковье Васильевне Муравьевой-Апостол (урождённой Грушецкой). Она продала дом в 1816 г. князю Николаю Сергеевичу Волконскому, владевшему им в продолжении пяти лет, отчего дом также известен в Москве, как главный дом усадьбы князей Волконских, или как «дом Болконских» из «Войны и мира».
11. Александр Васильевич Грушецкий (VIII) — согласно ревизской сказке от 27.08.1811 г. коллежскому асессору Александру Васильевичу Грушецкому принадлежало село Богослово (Рязанская область).
12. Марья Васильевна Грушецкая (VIII) — от отчима, князя И. Ф. Голицына, ей досталось имение Даниловское.
13. Владимир Сергеевич Грушецкий (VIII), (сын Сергея Ивановича Грушецкого (VII)) — в центре Санкт-Петербурга, на улице Восстания, д. 35 (угол ул. Восстания и ул. Некрасова, д.40). Дом в 1800-х принадлежал действительному статскому советнику, сенатору Владимиру Сергеевичу Грушецкому. В 1820-х — дом принадлежал уже чиновнику меньшего ранга, надворному советнику Антону Андреевичу Аврежио. К 1882 году в этом доме с заведением случился пожар, и Ефим Савельевич Егоров(потомственный почётный гражданин), владелец дома к тому времени, получив «вознаграждения за сгоревшее строение», начинает строительство нового дома на большом участке от Бассейной улицы до Баскова переулка. Дом был построен в 1883—1884 годах, по проекту архитектор Павла Сюзоро. В настоящее время на первом этаже этого дома размещается ресторан «Статский двор» (откр. в декабре 2006 г.), который позиционируется как заведение «легкой аристократичности и изысканной русской кухни». Своё название ресторан взял в честь первого владельца дома действительного статского советника В. С. Грушецкого.
14. Павел Васильевич Грушецкий (IX) — около 1820 года майор П. В. Грушецкий приобрёл дом в Москве на ул. Мещанской, дом № 14 (охраняемый государством памятник архитектуры, жилой дом конца XVIII века с палатами XVII века). Некоторое время в доме Грущецких на Мещанской жила вдова декабриста Михаила Фонвизина Наталья Дмитриевна, которая, как утверждают современники, послужила Пушкину прообразом Татьяны Лариной. Также тут жили после возвращения из ссылки декабристы братья Беляевы. Грушецкие продали дом в 1850-е годы. В 1870-е годы один из новых владельцев пристроил к дому трехэтажный флигель — фактически ещё один дом.
15. Екатерина Васильевна Грушецкая (IX) — сельцо Кудрёшки (Нижегородская обл., Богородский р-н) было подарено императрицей Екатерине Васильевне Грушецкой. История усадьбы уходит корнями в XVIII век. Павел Николаевич Бестужев-Рюмин, женившись на ней, обустроил усадьбу. Имение было окружено рвом. Система из пяти прудов, два из которых непосредственно входили в усадьбу, оранжереи (в которых выращивались даже южные фрукты) в северной части владения, конный двор. Южный склон представлял собой парк с кедрами, пихтами, дубами, клёнами, примыкающий к самому чистому и благородному Барскому пруду. А у липовой аллеи с юга находился большой двухэтажный дом. На самом пруду был сооружён остров с ведущим к нему горбатым мостиком. Такой была усадьба более 200 лет тому назад, и именно в ней в 1801 году родился будущий декабрист, Михаил Павлович Бестужев-Рюмин. Своего сына Михаила Павел Николаевич пережил всего на несколько месяцев. Мать декабриста — Екатерина Васильевна, урождённая Грушецкая, умерла чуть раньше. После смерти отца усадьба перешла к брату декабриста, Николаю. Площадь усадьбы составляла 300 десятин — четвёртую часть деревенской земли. После отмены крепостного права Бестужевы-Рюмины в 1871 году вынуждены были продать имение за долги Мысовскому. Там, где раньше стоял усадебный дом, теперь небольшой зелёный домик, в котором разместился маленький домашний музей с макетом усадьбы.
16. Михаил Владимирович Грушецкий (IX) — в 1860 году владелец 1049 душ крестьян в Псковском уезде.
17. Андрей Александрович Грушецкий (X) — Московская обл., Щёлковский р-н, Медвежье-Озёрский с/о, деревня Шевелкино. Справочник населенных мест Московской губернии 1852 г. упоминает Шевелкино как деревню в 16 домов с 65 мужчинами и 72 женщинами. Принадлежала она тогда Андрею Александровичу Грушецкому, гвардии поручику армии. После отмены крепостного права землей владело сельское общество деревни и платило выкупные платежи за землю сначала помещику, а затем государственному банку.
18. Фёдор Александрович Грушецкий (X) владел пустошью Дерновое (Терновое), при селе Нечаевка (Задонский район Липецкой области. Фёдор Александрович получил Нечаевку в качестве приданого жены Елизаветы Семёновны Фроловой, переехав сюда в 1870-х из Елецкого уезда, с. Паниковец. По завещанию пустошь Дерновое впоследствии досталась его сыну Георгию Фёдоровичу (XI), несмотря на то, что он был младшим в семье, но скорее всего потому, что он искренне интересовался ведением хозяйства. Свободно владея европейскими языками, легко вступал в контакт, перенимал опыт местных аграриев, что помогло ему создать из своего Дернового удивительный уголок. Там он и женился на дочери соседствующего помещика Вареньке Кожиной, когда ей было восемнадцать, а ему двадцать два года — зимой они жили в Москве, в Доброслободском переулке на Разгуляе. По состоянию на 1887 год в усадьбе Грушецких проживало 9 человек, относилась к Тешевской волости. Усадьба относилась к Осенью 1917 года, Дерновое было разгромлено и сожжено большевиками, все имущество было варварски разграблено. События того рокового дня развивались так. Рано утром Грушецких разбудил мужик из Нечаевки: «До вечера здесь не оставайтесь. Худо будет. Съезжайте засветло». Мужчины дома срочно собрали какие-то вещи, приказали запрягать большую коляску. Тронулись в Задонск, где в длинном, занимавшем полквартала пустом доме, разместились наскоро. Вечером того же дня в Дерновое подошла толпа. Взломали двери, из книжных шкафов вытрясли книги — у Георгия Фёдоровича была большая библиотека, облили их керосином, не пощадили и рояль. Набили мешки всяким добром. Кто-то топором разрубил зеркальный шкаф, и, чтоб никому не было обидно, каждой деревенской девушке вручили по «зеркальцу». Дом растащили, сожгли кухню, перевезли в дер. Нечаевку конюшни. Всё раскрыли и железо увезли. В это время Грушецкие вовсе не были богатыми, а только среднеобеспеченными людьми. Они постоянно работали. Его дочь, Зинаида, тогда говорила: « Дерновое могло быть прекрасным санаторием для детей. Вот это я бы, пожалуй, сочла справедливым… А пожар, разграбление чужого имущества — варварство». Средний сын Фёдора Александровича, Николай Фёдорович(XI), был человеком гордым и бескомпромиссным, в то же время большим любителем «эпатировать» публику. Он взялся, например, в шутку, летом девятнадцатого года, быть главным пастухом городского стада. Похожий на библейского пастыря босой седой старик, бывший помещик Грушецкий, шёл с огромным кнутом впереди стада, а за ним, поднимая пыль, тянулись коровы, телята, козы и прочий крупно-мелко-рогатый скот, торопившийся к своим городским дворам. Горожане выходили на улицу специально, чтобы поглядеть на этот спектакль. А у властей города с каждым днём нарастало возмущение строптивым барином, сумевшим из своей беды сделать народное представление. Надежда, дочь Фёдора Александровича, вышедшая замуж за историка Мельгунова, известна как Мельгунова Н. Ф., арендатор в 1887 г. 162 десятин земли в д. Паниковец, в тех же местах.
19. Александр Павлович Грушецкий (X) — по материалам 1852 г. деревня Ястребки, Одинцовский район Московской области. (Звенигородский у., 1-й стан, с. Скрябки и д. Ястребки Шараповской волости/Одинцовский р-н (с Белорусского вокзала до ст. «Шарапово», далее ок. 2 км. На шоссе от пос. Часцы на Шарапово)). Принадлежала штабс-капитану Александру Павловичу Грушецкому и в ней значилось 10 дворов, в которых жили 71 душа мужского и 77 женского пола. Судя по данным 1890 г., в Ястребках проживало 108 человек, а здешняя усадьба уже принадлежала госпоже Генриетте Андреевне Дювернуа, жене Александра Львовича Дювернуа.

## Известные представители
- Грушецкая, Агафья Семёновна (1663 — 14.07.1681) — первая супруга Государя Царя и Великого Князя Фёдора Алексеевича.
- Грушецкий, Александр Фёдорович (род. 17.10.1854) — генерал-майор, генерал-губернатор Тамбова.
- Грушецкий, Василий Владимирович (1743 — 4.04.1813) — генерал-поручик, сенатор, действительный тайный советник.
- Грушецкий, Василий Васильевич (1765—1804) — генерал-лейтенант, командир Харьков. кирасир. полка, шеф Нижегород. 17-го драгун. полка.
- Грушецкий, Евгений Николаевич (род. 20.08.1874) — подполковник, военный инженер, петербургский архитектор.
- Грушецкий, Михаил Михайлович (15.05.1810 — 4.01.1895) — предводитель дворянства Псковской губернии.
- Грушецкий, Семён Фёдорович — дворянин московский (1658—1668), воевода в Чернавске (1668), боярин (с 1680).
- Грушецкий, Фёдор Александрович (род. 1798) — полковник, Кавалер ордена Святого Георгия IV класса.